# Pieczęć stanowa Dakoty Południowej

Pieczęć stanowa Dakoty Południowej

Poszczególne elementy rysunku pieczęci symbolizują rolnictwo (oracz), transport (parowiec rzeczny), górnictwo (piec do produkcji stopów), mleczarstwo (krowy), i leśnictwo (drzewa). Napis głosi: Wielka pieczęć stanu (lub: państwa) Południowa Dakota.
Pieczęć przyjęta została w 1889 roku.